# UGC 4879
يو جي سي 4879 (بالإنجليزية: UGC 4879)‏، هي مجرة صغيرة غريبة في كوكبة «الدب الأكبر» تبعد عن بقية تكتلات النجوم كلها مسافة هائلة تعادل 2.3 مليون سنة ضوئية. وقد أطلقت على المجرة تسمية " 4879 UGC ".
وكان علماء الفلك الروس في مرصد شمال القوقاز برئاسة ألكسندر كوبيلوف قد اكتشفوا هذه المجرة الصغيرة عام 2015 في أثناء رصدهم للمجرات الواقعة بالقرب من درب التبانة. فاهتموا بكونها تبعد عن تكتلات النجوم أخرى مسافة هائلة. إذ تفصل بينها وبين أقرب مجرة إليها هي مجرة (آ) التي تقع في كوكبة الأسد على سبيل المثال 2.3 مليون سنة ضوئية.
ويعني ذلك أن أية عوامل خارجية لم تكن تؤثر عليها في الماضي، ما يجعلها هدفا مثيرا لدراسة تطور النجوم وسرعة نشوئها في الكون.

## مراحل التطور
وكشف «هابل» عن تفاصيل مثيرة في تطور تلك المجرة. فقد اتضح أن النجوم في مجرة " 4879 UGC " كانت تلد في غضون الـ4 المليارات الأولى التي مرت بعد «الانفجار الكبير» بسرعة هائلة. ثم بدأت «مرحلة السبات» التي خرجت منها المجرة منذ مليار عام..